# اندیس داسیت دره زرشک
داسیت دره زرشک* یک اندیس مصالح ساختمانی است که در حوالی شهر دهشیر استان یزد قرار دارد و مادهٔ معدنی موجود در آن، داسیت است.  